# César Cielo Filho
César Augusto Cielo Filho (Santa Bárbara d'Oeste, Brazília, 1987. január 10. –) olimpiai és világbajnok brazil úszó. Hazája egyik legeredményesebb úszója. Főbb versenyszámai a gyorsúszás és a pillangóúszás.

## Élete
Pályafutását szülővárosában kezdte, majd 16 évesen a São Paulóban található Esporte Clube Pinheiros egyesületben folytatta, az egykori brazil úszóbajnok Gustavo Borges irányítása alatt. 2006-tól az Amerikai Egyesült Államokba, az Auburn Egyetem diákja. Az egyetemen az edzője az ausztrál Brett Hawke.
A 2007-es úszó-világbajnokságon hatodik illetve a negyedik helyen végzett 50 és 100 méter gyorson. 2008-tól a brazil olimpiai bronzérmes Fernando Scherer César edzője. A 2007-es pán amerikai játékokon három arany és egy ezüstérmet szerzett. A 2008. évi nyári olimpiai játékokon 50 méter gyorson aranyérmet, ugyanott 100 méter gyorson bronzérmet nyert. A 2009-es Rómában megrendezett világbajnokságon, mindkét fő számában, az 50 és a 100 méter gyorson is a dobogó legfelső fokára állhatott.
Két új világbajnoki csúccsal, 20.51-es idővel diadalmaskodott az 50 méteres férfi gyorsúszás, 45.74-es idővel pedig a 100 méteres férfi gyorsúszás döntőjében a Dubajban zajló rövid pályás világbajnokságon.
A Sanghajban zajló 2011-es vizes világbajnokságon 23.10 másodperces időeredménnyel megnyerte a férfi 50 méteres pillangóúszást, majd az 50 méteres gyorsúszás döntőjében is diadalmaskodott (21.52).